# Уфти Гуфти

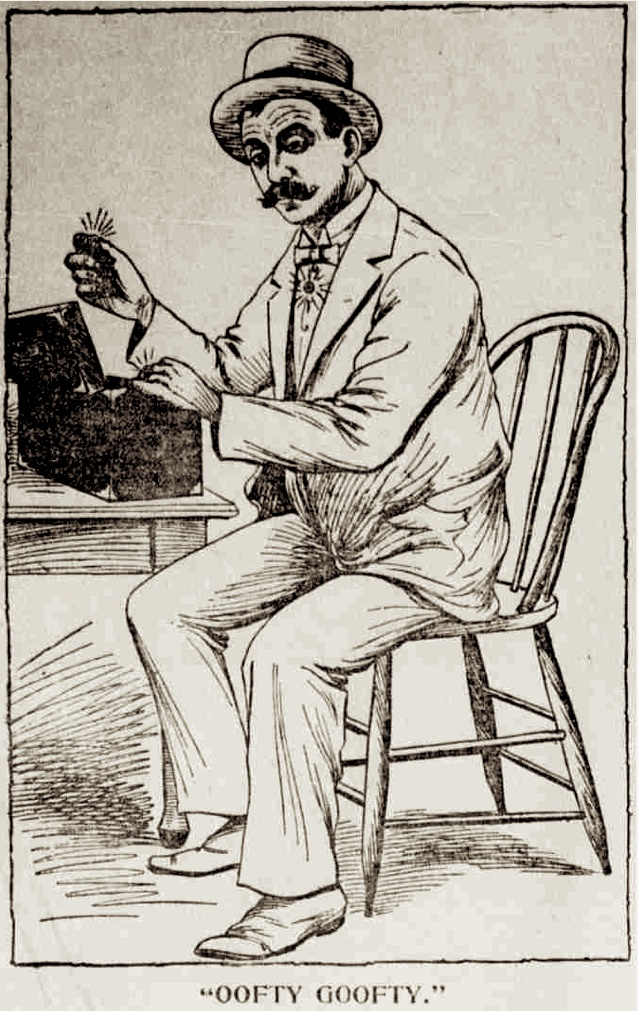
Леонард Борхардт (1900).

Уфти Гуфти (настоящее имя Леонард («Леон») Борхардт (или Буркхардт); 28 апреля 1862, Берлин — ?) — американский артист германского происхождения, прославившийся своими эксцентричными сольными выступлениями в конце XIX века на территории Калифорнии, выступавший в сайдшоу, варьете и на различных спортивных общественных мероприятиях. Не обладая какими-либо особыми сценическими или спортивными талантами, ему, тем не менее, благодаря своим причудам удалось добиться статуса легендарной фигуры в Калифорнии и Техасе.

## Биография
По его собственным словам, Борхардт происходил из прусской еврейской семьи. В одном из своих интервью он утверждал, что всю жизнь говорил по-английски с сильным акцентом. В интервью 1900 года репортёру хьюстонской Daily Post Борхардт сообщил, что якобы в 14-летнем возрасте, в 1876 году, нелегально проник на борт американского корабля SS Fresia, ходившего через Атлантику, где был обнаружен капитаном, который заставил его отслужить на корабле два года, за которые он трижды пересёк Атлантику, прежде чем в 1878 году получил право покинуть судно и сойти на американский берег. Затем, по его рассказам, он, не имея ни цента денег, пять лет скитался по различным американским городам и в конце концов направился в Детройт, штат Мичиган, куда прибыл во время снежной бури 27 января 1883 года. Здесь он, подписав пятилетний контракт с американской армией, поступил на службу в роту K 1-го кавалерийского полка, размещавшегося в казармах Джефферсона под Сент-Луисом. В источниках того времени описывался как смуглый человек ростом 5 футов 4 дюйма, брюнет с карими глазами. Когда его рота должна была быть задействована в сражениях с индейцами на Территории Вашингтон, он продал своё оружие и лошадь местному фермеру и 9 февраля 1883 года дезертировал, поскольку — по словам самого Борхардта — не хотел быть скальпирован: якобы другие солдаты полка дразнили его и говорили, что ввиду его еврейского происхождения он станет первым, с кого индейцы снимут скальп. Он был задержан в тот же день, однако спустя несколько суток сумел бежать из военной тюрьмы.

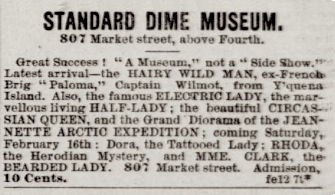
Объявление о «диком волосатом человеке» в исполнении Борхардта, февраль 1884 года.

В начале 1880-х годов Борхардт направился в Калифорнию. Его собственные заявления о том, что в 1897 году он якобы играл в цирке Сан-Франциско роль ребёнка, являются ложными. Борхардт попал в этом городе в 1884 году на работу в «десятицентовый музей» (Dim museum) на Маркет-стрит, популярное в то время учреждение, представлявшее собой нечто вроде смеси варьете и шоу уродцев, где должен был изображать «дикого волосатого человека с Борнео». Будучи намазанным смолой и с прилепленными на неё волосами или мехом, он сидел связаным в клетке, в которой его на публике кормили сырым мясом. Позже и он сам, и поздние авторы утверждали, что его сценическое имя возникло в этот период: во время кормления мясом он якобы постоянно издавал яростный крик «Уфти Гуфти». Завершить свою работу в качестве исполнителя этой роли ему пришлось при неприятных обстоятельствах: примерно через неделю после начала представлений Борхардт заболел, так как не мог потеть из-за обилия смолы на его коже, и был госпитализирован. Врачи в местной больнице в течение нескольких дней пытались удалить её с его тела, но безуспешно (возможно, по причине использования организаторами шоу конских волос для имитации «шерсти»). В конце концов Борхардт избавился от смолы самостоятельно, облившись растворителем и оставшись на ночь лежать на крыше больницы.
В июне 1885 года безработный в то время Уфти Гуфти был арестован по ложному обвинению после заявления о том, что якобы человек по имени Линьяр предложил ему 200 долларов, чтобы тот поджёг его дом ради получения страховки. В ходе процесса над «наивным» Борхардтом, как он был назван в статье в газете Sacramento Daily Record, суд постановил провести экспертизу его психического состояния, поместив на несколько дней в дом для алкоголиков, после чего в итоге он был оправдан. Тем не менее практически сразу же после этого Борхардт был вновь арестован, так как суду стало известно о его дезертирстве. За это Гуфти был приговорён к трём годам военной тюрьмы и принудительным работам. Он попытался симулировать припадки эпилепсии, но его хитрости были быстро раскрыты. Тогда он занялся целенаправленным членовредительством, получив травмы при прыжке с высоты и получив досрочное освобождение как психически нездоровый 18 сентября 1885 года.
Вернувшись после освобождения в Сан-Франциско, Уфти Гуфти решил 14 июля 1886 года побить рекорд дальности перемещения на тачке, собираясь за 320 дней добраться в ней до Нью-Йорка. Его путешествие в ней 15 июля закончилось уже через 36 км у городка Пинол, когда на мосту он столкнулся с фермером, перевозившим на телеге сено, и сильно напугав его лошадь, которая копытами сбросила тачку с Гуфти в реку, в результате чего тот сильно вывихнул руку. Свою тачку он впоследствии продал за 5 долларов. Позже он отправился в Сакраменто, но был изгнан оттуда мэром города. За небольшую сумму денег Гуфти также однажды позволил завернуть себя в обёртку и упаковать в ящик для посылок с надписью «рождественский подарок», который должен был быть доставлен в Сакраменто. Однако доставка ящика не была осуществлена вовремя, и он (вместе с Гуфти) был оставлен на выходные на почтовом складе.

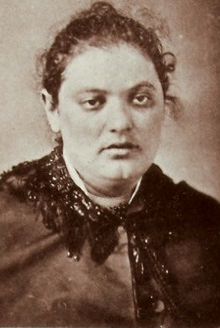
«Большая Берта» (ок. 1880 года).

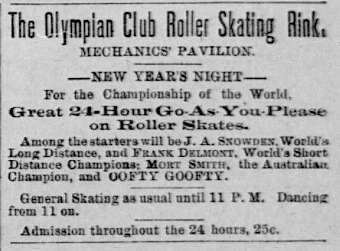
Анонс гонки на роликовых коньках, 1891 год.

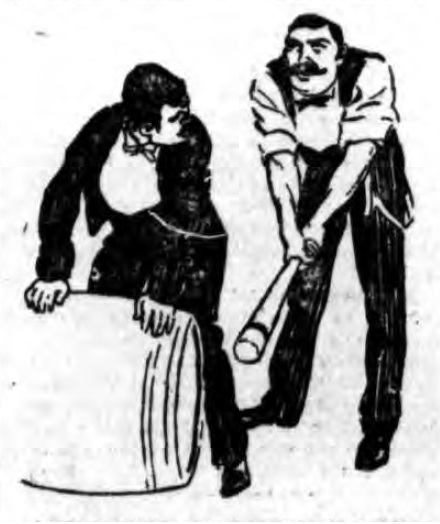
Джон Салливан наносит удар Уфти Гуфти (рисунок 1897 года).

На протяжении нескольких лет Гуфти, отличавшийся хрупким телосложением, выступал под именем «профессора Хардесса» — человека, который якобы не чувствует никакой боли. Согласно легенде, Гуфти впервые обнаружил у себя эту способность, когда попытался выступить на сцене танцзала под названием Bottle Koenig’s Barbary Coast Dance Hall на улице Кобблстон в качестве певца и танцора, однако вскоре после начала выступления был выброшен толпой на улицу. После этого Гуфти публично предложил всем желающим ударить его, предварительно заплатив за это право. Простой удар стоил 10 центов, удар с размаху обычной тростью — 25 центов. Более дорогим, стоимостью в 50 центов, был удар бейсбольной битой. По его собственным рассказам, он также нанялся маскотом (талисманом) в бейсбольную команду. Если те побеждали, то Гуфти, согласно контракту, получал 20 долларов, если же проигрывали, то члены команды имели право избить Гуфти. По некоторым данным, после нескольких проигрышей команда жестоко избила его и выгнала, после чего ему пришлось идти домой пешком несколько сотен миль. Кроме того, он выступал в качестве «человека-кегли» в заведении Woodward’s Garden: каждый, кто попадал в него бейсбольным мячом, выигрывал сигару. Его репутация как «человека без боли» несколько пошатнулась[уточнить] в августе 1887 года, когда ночью к пьяному Гуфти подошли на улице два человека, описанные в последующем больничном отчёте как «воротники», попросив взаймы 50 центов. Подобная наглость (запрос той же суммы, которую он брал за самые сильные удары) со стороны этих людей, по сообщениям местной прессы, привела Гуфти в такую ярость, что его «лицо исказилось в выражении самого страшного ужаса», после чего просившие денег ударили его по голове крановым крюком. Гуфти получил открытую рану головы, на которую пришлось накладывать швы.
В 1888 году в Сан-Франциско появилась теяжеловеска Берта Стэнли, известная также под псевдонимами Карко, Хейман и Шлезингер, а также как «Большая Берта, королева скамеров», известная своей преступной деятельностью в Америке и неоднократно судимая мошенница. В перерывах между своими тюремными сроками Большая Берта неоднократно работала вместе с профессиональным игроком, организатором шоу и мошенником Недом Фостером в заведении по типу варьете под названием  The Bush and Bella Union Theatre, хотя и не имела никаких способностей к пению или актёрской игре. Их первой постановкой стал бурлеск с названием «La Tosca, или судьба бородавки». Вместе с Уфти Гуфти, присоединившимся к Bella Union, она затем участвовала в постановке пьесы «Ромео и Джульетта». В ходе неё игралась в том числе знаменитая сцена на балконе, хотя на балконе пришлось стоять Гуфти из-за проблем с весом Берты. Однако постановку пришлось прекратить давать уже спустя неделю, потому что Гуфти, по словам Берты, действовал в отношении неё «слишком пылко». Кроме того, Большая Берта гастролировала как борец и боксёр. В этих представлениях Уфти Гуфти также выступал совместно с ней — как её спарринг-партнёр на ринге, которого она отправляла в нокаут. Он также участвовал в представлениях с другими боксёрами, выступая в качестве «человека-боксёрской груши».
В период с 1889 по 1891 год Гуфти участвовал в многочисленных спортивных мероприятиях, в ходе которых выступал в роли клоуна, развлекая публику. Например, в начале 1891 года он без какой-либо предварительной подготовки участвовал в гонке на роликовых коньках. Выступавший в обтягивающей шёлковой одежде Гуфти пришёл к финишу последним. В феврале и мае 1889 года он участвовал в двух соревнованиях по спортивной ходьбе на дальние дистанции («Go-as-you-please-races») в Калифорнии, в ходе которых необходимо было преодолеть 223 мили за шесть дней. К моменту старта Гуфти, получив в ходе жеребьёвки номер 13, был в смешной «невезучей» шляпе-цилиндре на голове и с тростью в руке. Все ставки уже были сделаны, однако он быстро стал фаворитом толпы. Когда несколько резвых молодчиков бросились на него с палками, они были немедленно арестованы за «злое озорство». К удивлению общественности, Гуфти завершил оба забега на почётных местах — 10-м и 6-м. Затем он совместно с другими участниками участвовал в рекламе тоника. В ноябре 1891 года он присоединился к команде по американскому футболу, состоявшей только из боксёров, в качестве оратора[уточнить].
Деятельность Гуфти достигла своей кульминации к концу 1891 года, когда чемпион мира по боксу в супертяжёлом весе и пьяница Джон Лоуренс Салливан после важного боя против Пэдди Райана встретился с Гуфти в варьете Сан-Франциско и разбил бильярдный кий об его спину. Позже сообщалось, что он ударил его бейсбольной битой. В более поздних источниках иногда упоминалось утверждение, что Уфти Гуфти был серьёзно ранен Салливаном и, возможно, умер от последствий этой травмы, что не подтверждается, однако, ни одним из современных событию источников. Сам Уфти Гуфти заявил в 1900 году, что он просто повернулся для удара и высмеивал Салливана. Вместе с тем, однако, не сохранилось сведений ни об одном участии Гуфти в каком-либо спортивном мероприятии после 1891 года. По некоторым данным, в результате удара Салливана у него оказались сломаны три позвонка, после чего он прихрамывал до конца жизни.
Позже Уфти Гуфти отправился на запад страны. Осев в ноябре 1892 года в городе Бьютт (Монтана), он встретился с торговцами имитациями бриллиантов (стразами) и вошёл в их бизнес. Там же он развлекал людей историями из своей жизни, утверждая, в частности, что нечувствительность к боли приобрёл потому, что несколько лет сидел в воде, из-за чего его тело стало частично каменным, ввиду чего он более не чувствует боли. Он также предлагал людям пари на 50 долларов, что им не удастся заставить его кричать от удара дрелью. В начале 1896 года Гуфти переехал в Техас, где жил сначала в Сан-Антонио и Форт-Уэрте, а затем в Далласе. Там Уфти Гуфти участвовал в представлении, по условиям которого необходимо было съесть тридцать перепелов в течение тридцати дней за приз в 100 долларов, однако неясно, что в этом было удивительного. Предполагается, что это была рекламная кампания для отеля, в котором он проживал. Объявление, в котором утверждалось, что вместо перепела он каждый день съедал корову, оказалось ложным. В заключение состязания он съел — на глазах сотен зрителей — ещё двух перепелов и исполнил один из своих типичных известных номеров: за шесть минут выпил с помощью барной ложки восемь бокалом пива, при этом куря сигару. После этого Уфти Гуфти заявил, что теперь желает поститься на протяжении тридцати дней.
В ответ на распространение газетой Memphis Commercial Appeal в январе 1897 года информации о том, что якобы обсуждается возможность назначение Уфти на пост министра внутренних дел США, последовало быстрое опровержение. В 1898 году слухи, что он станет следующим губернатором штата Теннесси, также оказались ложными. В августе 1897 года также сообщалось, что Уфти вместе с парой мулов отправился на прииски Клондайка. Так или иначе, долго он там не задержался, поскольку в последующие годы (по крайней мере, в июле 1900 года) Борхардт жил за счёт торговли имитациями драгоценных камней в Хьюстоне, где проживал в местной гостинице и быстро получил репутацию городского «чудака». В январе 1899 года он повторил в Хьюстоне свою акцию по «объеданию» и последующему посту в течение месяца. Впоследствии он лишь изредка появлялся на некоторых благотворительных мероприятиях. Установлено, что в 1920 году он проживал в том же хьюстонском отеле, а последний раз значился в переписи населения Хьюстона 1923 года.
О его последующих годах и обстоятельствах смерти ничего не известно. В сознании общественности Калифорнии, однако, он оставался настолько популярен, что на выборах окружного прокурора в 1909 году получил голоса, хотя и не баллотировался на этих выборах.

## Идентичность и тёзки

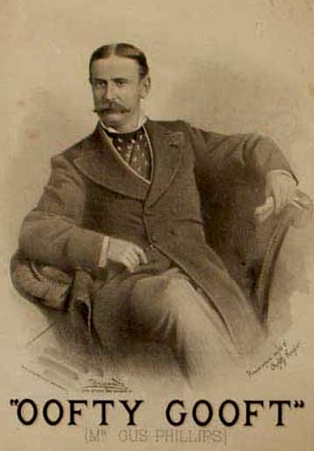
Гус Филлипс.

Ещё до Борхардта в Нью-Йорке получил известность говоривший с немецким акцентом комик Август («Гус») Филлипс (1838—1893), выступавший под сценическим псевдонимом Уфти Гуфт или Гуфти. Он помимо своих сценических выступлений получил известность тем фактом, что его любовница, актриса Мария Д. Хупер, в январе 1879 года стреляла в его, а затем даже сообщалось о его смерти. Позже Филлипс женился на стрелявшей в него женщине. К 1900 году второразрядный боксёр по имени Эд Уайли Борхардт взял себе его имя в качестве псевдонима для ринга и исполнял его роль в качестве «человечка — боксёрской груши» («human punching bag»). Кроме того, техасский танцор-марафонец Герберт Кристофер в 1920-е годы тоже использовал псевдоним Уфти-Гуфти. Помимо этого, в 1920-е годы «Уфти Гуфти» было именем персонажа-мальчика в одном американском газетном комиксе. В Расине (Висконсин) проживал родившийся около 1880 года экспедитор Уфти Гуфти Боуман, родители которого назвали его в честь артиста.

## Влияние на массовую культуру
Уфти Гуфти упомянут в большинстве работ по истории и культуре Сан-Франциско, а также в ряде автобиографий. 30-минутный эпизод о нём присутствовал в серии радиопередач Death Valley Days  на нью-йоркской радиостанции сети NBC в августе 1940 года. История Уфти и Салливана была изображена в выпуске № 43 серии комиксов Black Diamond West (1952 год). Уфти также упоминался в рассказе писателя Билла Пронзиниса про Шерлока Холмса под названием «The Bughouse Caper». Кроме того, в Сан-Франциско варится пиво под названием Oofty Goofty Barleywine™ , в качестве рекламного слогана которого используется фраза «Как обухом по голове» (Like a bat to the head).